# Josef Rodzinski
Josef Rodzinski (* 29. August 1907 in Hamborn; † 1. Dezember 1984) war ein deutscher Fußballspieler. Der Defensivspieler von Hamborn 07 absolvierte im Jahre 1936 drei Länderspiele für Deutschland.

## Laufbahn
Rodzinski, Fördermaschinist von den schwarz-gelben „Löwen“ des SV Hamborn 07, spielte wahlweise Außenläufer oder Mittelläufer. In der Gauliga Niederrhein machte er in den Runden 1935/36 bis 1941/42 durch Ränge in der Spitzengruppe auf sich aufmerksam; während des Zweiten Weltkriegs konnte er mit seinen Mannschaftskameraden 1941/42 sogar die Meisterschaft erringen. In der Qualifikation zur Teilnahme an der Endrunde um die deutsche Fußballmeisterschaft setzte sich der norddeutsche Vertreter SV Werder Bremen mit "Gastspielern" wie Reinhold Münzenberg, Hans Tibulski und Jakob Lotz aber im Wiederholungsspiel mit 5:1 Toren durch.
Im Wettbewerb um den Reichsbundpokal hatte er in der Auswahl vom Niederrhein am 13. Oktober 1935 beim Auswärtsspiel gegen Südwest bei einer 1:2-Niederlage an der Seite von Paul Zielinski vom Lokalrivalen Union 02 Hamborn debütiert. Nach dem überraschenden Ausscheiden der Fußballnationalmannschaft bei der Olympiade 1936 gegen Norwegen, kam der Hamborner am 13. September 1936 bei einem 1:1 in Warschau gegen Polen zu seinem ersten internationalen Einsatz. Er spielte im WM-System auf der Mittelläuferposition und das Verteidigerpaar bildeten Paul Janes und Reinhold Münzenberg. Zwei Wochen später, am 27. September in Prag im Länderspiel gegen die Tschechoslowakei kam er bereits zu seinem zweiten Einsatz in der Länderelf. Beim 2:1-Erfolg bildete er zusammen mit Ludwig Goldbrunner und Albin Kitzinger die deutsche Läuferreihe. Als die DFB-Elf im Oktober innerhalb drei Tagen zwei Länderspiele in Glasgow und Dublin gegen Schottland beziehungsweise Irland bestritt, kam er im zweiten Spiel gegen Irland zu seinem dritten Länderspiel. Zu weiteren Einsätzen kam der Spieler vom Niederrhein aber nicht mehr.
Mit der Auswahl vom Niederrhein konnte Rodzinski aber danach noch den Reichsbundpokal der Runde 1936/37 gewinnen. Er setzte sich dabei mit Spielführer Paul Janes unter Trainer Emil Melcher gegen die Nordmark (3:2), Mitteldeutschland (3:1), im Halbfinale gegen Brandenburg (4:3), sowie im Finale am 27. Februar 1937 in Berlin mit 2:1 gegen Sachsen durch. Als der Niederrhein die letzte Austragung 1941/42 mit 2:1 gegen die Nordmark-Auswahl wiederum gewann, stand er zwar nicht in der Finalelf, er hatte aber am 4. November 1941 beim 3:1-Auswärtserfolg in Karlsruhe gegen die Vertretung von Baden als rechter Verteidiger mitgewirkt.
Im Zweiten Weltkrieg musste ihm ein Bein amputiert werden.